# Miguel
Miguel, właśc. Luís Miguel Brito Garcia Monteiro (wym. [miˈgɛɫ]; ur. 4 stycznia 1980 w Lizbonie) – portugalski piłkarz występujący na pozycji obrońcy.

## Kariera klubowa
Miguel zawodową karierę rozpoczynał w 1998 roku w Estreli Amadora. W debiutanckim sezonie rozegrał tylko cztery spotkania w pierwszej lidze, jednak w kolejnych rozgrywkach wywalczył sobie miejsce w podstawowym składzie i wystąpił w 28 pojedynkach. W 2000 roku Miguel podpisał kontrakt z SL Benfiką i od początku grywał w jej wyjściowej jedenastce. W sezonie 2001/2002 dzięki zdobyciu sześciu bramek w 27 meczach został jednym z najlepszych strzelców w swojej drużynie. Podczas rozgrywek 2003/2004 wychowanek Estreli wywalczył Puchar Portugalii, w kolejnym sezonie sięgnął po tytuł mistrza kraju, a w 2005 roku zdobył superpuchar kraju. Łącznie dla Benfiki Miguel rozegrał 131 ligowych spotkań i strzelił dwanaście goli. W sierpniu 2005 roku Portugalczyk za siedem i pół miliona euro odszedł do Valencii, gdzie stworzył linię obronną razem z Raúlem Albiolem, Carlosem Marcheną oraz Roberto Ayalą. We wrześniu 2007 roku podpisał z zespołem nowy kontrakt, na mocy którego ma pozostać na Estadio Mestalla do 2012 roku. W sezonie 2007/2008 Miguel razem z Valencią zdobył Puchar Króla.

## Kariera reprezentacyjna
W reprezentacji Portugalii Miguel zadebiutował 12 lutego 2003 roku w przegranym 0:1 meczu przeciwko Włochom. Rok później Luiz Felipe Scolari powołał go do 23-osobowej kadry na Mistrzostwa Europy 2004. Na turnieju tym Portugalczycy wywalczyli srebrne medale przegrywając w finale z Grecją 1:0. Następnie Miguel razem z drużyną narodową wystąpił na Mistrzostwach Świata 2006. Zespół prowadzony przez Luiza Felipe Scolariego tym razem zajął czwarte miejsce przegrywając mecz o brązowy medal z Niemcami. Miguel brał również udział w Euro 2008. Na imprezie w Austrii i Szwajcarii reprezentacja Portugalii została wyeliminowana już w ćwierćfinale, natomiast sam Miguel brał udział tylko w grupowym pojedynku ze Szwajcarami.

## Odznaczenia
- Oficer Orderu Infanta Henryka – 2004[1]